# 冨田昌則
冨田 昌則（とみた まさのり、1972年11月2日 - ）は、日本の俳優、声優、演出家。東京都深川出身。演出、殺陣師、俳優、声優、講師など多岐に渡り活躍している。

## 人物
様々な劇団を経験し現在は、俳優・演出・声優・殺陣師・アクションコーディネート・演劇講師として活躍している。
演出家としては「ジャパンアニメライブ〜ヨーロッパ公演〜」でヨーロッパでの日本初の試みでの演出を始め様々なイベント、芝居を担当。
また、バラエティー番組ではパンサー尾形・主演ミュージカル『リフティング・マイ・ドリーム〜夢のツヅキ〜』の演出も担当し、LDH、劇団EXILEやーワタナベエンターテインメントなど、芝居の講師としても活躍。

## 出演作品

### バラエティ
- 週刊EXILE
- ロンドンハーツ パンサー尾形・主演ミュージカル『リフティング・マイ・ドリーム〜夢のツヅキ〜』

### テレビドラマ
- 精霊少女隊（2008年）
- ここはグリーン・ウッド 〜青春男子寮日誌〜（2008年）
- 東京ゴースト・トリップ（2008年） - マスター
- 俺たちは天使だ! NO ANGEL NO LUCK - 3D - 第4話（2009年10月28日、テレビ東京）

### テレビアニメ
1999年
- ビーストウォーズネオ 超生命体トランスフォーマー（グレートコンボイ）
- ビックリマン2000（負論ガス、特別海賊）
- メダロット（天領ジョウゾウ、ヒヨコ売り）

2000年
- メダロット魂（天領ジョウゾウ）

2001年
- こちら葛飾区亀有公園前派出所（カタ屋）

2002年
- こちら葛飾区亀有公園前派出所（犯人）
- 真・女神転生Dチルドレン ライト&ダーク（リンドブルム）
- ホイッスル!（マルコ）

2012年
- 超訳百人一首 うた恋い。（阿保親王、蔵人、貴族、和歌の先生、客の男）

### 特撮
- ウルトラマンティガ（謀略宇宙人マノン星人（令嬢）の声）
- ウルトラマンダイナ（レギュラン星人ヅウォーカァ将軍（スーツアクター）[1]）
- ウルトラマンティガ THE FINAL ODYSSEY
- 幻星神ジャスティライザー（九条公康）
- ウルトラマンマックス（魚屋）

### モーションキャプチャー
- ガンサバイバー4 バイオハザード HEROES NEVER DIE（ブルース）
- スターオーシャン Till the End of Time（フェイト）
- ドラッグオンドラグーン（カイム）
- ヴァルキリープロファイル2 シルメリア（ルーファス）
- インフィニット アンディスカバリー（レオニード）
- ファイナルファンタジー・クリスタルクロニクル リング・オブ・フェイト
- ヴァルキリープロファイル2
- ALWAYS 続・三丁目の夕日
- 東京ONLYPIC
- TO（トゥー)

### 舞台
- 『美少女戦士セーラームーン』（サンシャイン劇場 他） - サーペン
- 地球ゴージャス公演 紙のドレスを燃やす夜
- Z団第9回公演 〜BARAGA-鬼ki〜再演
- 龍馬の妻 おりょう追想記〜横須賀夢幻翔〜
- 少年ハリウッド
- 少年ハリウッド〜僕らのオレンジにまた逢いたい〜
- ミュージカル『テニスの王子様』3rdシーズン 青学vs不動峰（2014年）越前南次郎 役
- 劇団EXILE松組 第一回公演 『刀舞鬼ーKABUKIー』銀河劇場 犬飼役
- EXILE MATSU演出 『かげろう』
- 文部科学省 スポーツ庁 文化庁主催 宮本亜門演出『The Land of the Rising Sun』 侍役
- ミュージカル『刀剣乱舞』 - 源頼朝 役
  - ミュージカル『刀剣乱舞』～つはものどもがゆめのあと～
  - ミュージカル『刀剣乱舞』阿津賀志山異聞2018 巴里
  - 真剣乱舞祭2018
- 「Dear My パパ」
- 「99(ナインティナイン)」
- 「BANANA FISH」前編・後編 伊部俊一役
- 「進撃の巨人」-the Musical-（2023年）ディモ・リーブス 役[2]
  - ATTACK on TITAN: The Musical（2024年）[3]
  - 「進撃の巨人」-the Musical-（2024年 - 2025年）[4]
- 大逆転！大江戸桜誉賑（だいぎゃくてん おおえどかーにばる）
- 戦国時代活劇『HiGH&LOW THE 戦国』[5]その他多数
- 剣劇『三國志演技〜孫呉』明治座 - 劉表 役[6]
- 大逆転！戦国武将誉賑 - 雑賀衆孫一 役[7][8]

### イベント
- 独占ハリウッド! 001〜夏のオレンジフレッシュ祭〜

## 演出作品
- リバースヒストリカ(2010年)
- 少年ハリウッド(2011年)
- 独占ハリウッド！001〜夏のオレンジフレッシュ祭〜(2011年)
- *pnish*プロデュース『モンスターボックス』(2011年)
- 円谷 45周年企画「ウルトラマンファミリーコンサート〜笑顔でシュワッチ！〜」 総合演出(2011年)
- 世界の終わりと始まりと(2011年)
- 少年ハリウッド〜僕らのオレンジにまた逢いたい〜(2012年)
- 『The ghost≠You-Re:i』(2012年)
- ミュージカル『テニスの王子様』3rdシーズン 青学vs不動峰(2014年)
- アルスマグナLIVE TOUR 2017 ROCK'N ARS FES「FULL THROTTLE!」～イレギュラーで行こう!!～(2017年)
- 円谷 アクロバトルクロニクル
- ARSMAGNA Special Live  私立九瓏ノ主学園 創立記念オープンキャンパス（2018年）
- 『Dear my パパ』 （2019年）
- 『99(ナインティナイン)』(2021年)
- 神戸セーラーボーイズ SF 『Boys×Voice 312』　　　その他多数

### 殺陣・アクション監督・アクションコーディネート作品
- 東京タワー ONE PIECE LIVE ATTRACTION  ファーストシリーズ・セカンドシリーズ
- 『Hongannji』陣内孝則主演 EX THEATEA ROPPONGI
- 『Hongannjiリターンズ』陣内孝則主演 明治座
- 『ホテルカルフォリニア』 福士誠治主演 紀伊国屋劇場
- 破壊シリーズ『九条丸家の殺人事件』山崎樹範主演 俳優座劇場
- 『あぶない刑事にヨロシク』皆川猿時・荒川良々主演 本多劇場
- 『微悪バスターズ』WBB 東京芸術劇場 プレイハウス
- 堀内 夜あけの会 『なりたい自分にな〜れ！』本多劇場
- ミュージカル『狸御殿』演出 宮本亜門 主演 尾上松也 新橋演舞場
- TOKYO ONE PICE TOWER 3シリーズ
- 東京ワンピースタワー ONE PIECE LIVE ATTRACTION『MARIONETTE』
- WBB vol.12 『ミクロワールド・ファンタジア』
- ミュージカル「美少女戦士セーラームーン」-Amour Eternal-（2017年）
- 超！脱獄歌劇『ナンバカ』（2017年）
- ブロードウェイ・ミュージカル『コメディ・トゥナイト！ローマで起こったおかしな出来事《江戸版》』演出 宮本亜門  新橋演舞場
- Parco Produce ミュージカル『キャバレー』Cabaret 演出：松尾スズキ EXシアター六本木
- 乃木坂46版 ミュージカル「美少女戦士セーラームーン」演出：ウォーリー木下（2018年）
- ORIGINAL MUSICAL 「DAY ZERO」演出：吉原光夫（2018年）
- リアルファイティング「はじめの一歩」The Glorious Stage!!
- ミュージカル『刀剣乱舞』 髭切膝丸 双騎出陣 2020 ～SOGA～
- 「いとしの儚」 演出 石丸さち子
- BACK BEAT  演出 石丸さち子
- 映画演劇 サクセス荘 ～侵略者Sと西荻窪の奇跡～
- 『ヒプノシスマイク -Division Rap Battle-』Rule the Stage

ミュージカル Dear my パパ 原案 演出 共同脚本 アクション監督
- 日本総合悲劇協会VOL.7「ドライブインカリフォルニア」作 演出 松尾
- COCOON PRODUCTION 2022 「ツダマンの世界」作 演出 松尾スズキ
- 明治座創業150周年記念前月祭　大逆転！大江戸桜誉賑